# Caudrot
Caudrot ist eine französische Gemeinde mit 1.096 Einwohnern (Stand: 1. Januar 2022) im Département Gironde in der Region Nouvelle-Aquitaine (vor 2016 Aquitaine). Sie gehört zum Arrondissement Langon und zum Kanton L’Entre-deux-Mers. Die Einwohner werden Caudrotais genannt.

## Geographie
Die Gemeinde Caudrot liegt elf Kilometer ostnordöstlich von Langon an der Garonne, in die hier der Dropt einmündet. Nördlich der Gemeinde liegt Sainte-Foy-la-Longue, östlich Casseuil, südöstlich Barie, südöstlich und südlich Castets et Castillon sowie westlich Saint-Martin-de-Sescas.

## Bevölkerungsentwicklung
| Jahr                       | 1962 | 1968 | 1975 | 1982 | 1990 | 1999 | 2008 | 2013 | 2020 |
| Einwohner                  | 783  | 814  | 809  | 844  | 945  | 933  | 975  | 1170 | 1111 |
| Quellen: Cassini und INSEE |      |      |      |      |      |      |      |      |      |

## Verkehr
Caudrot liegt an der Bahnstrecke Bordeaux–Sète und wird im Regionalverkehr mit TER-Zügen bedient.

## Sehenswürdigkeiten
- Kirche Saint-Christophe aus dem 11. Jahrhundert, Monument historique seit 1847 (siehe auch: Liste der Monuments historiques in Caudrot)
- Mehrere Gebäude der Architektur der 1950er Jahre

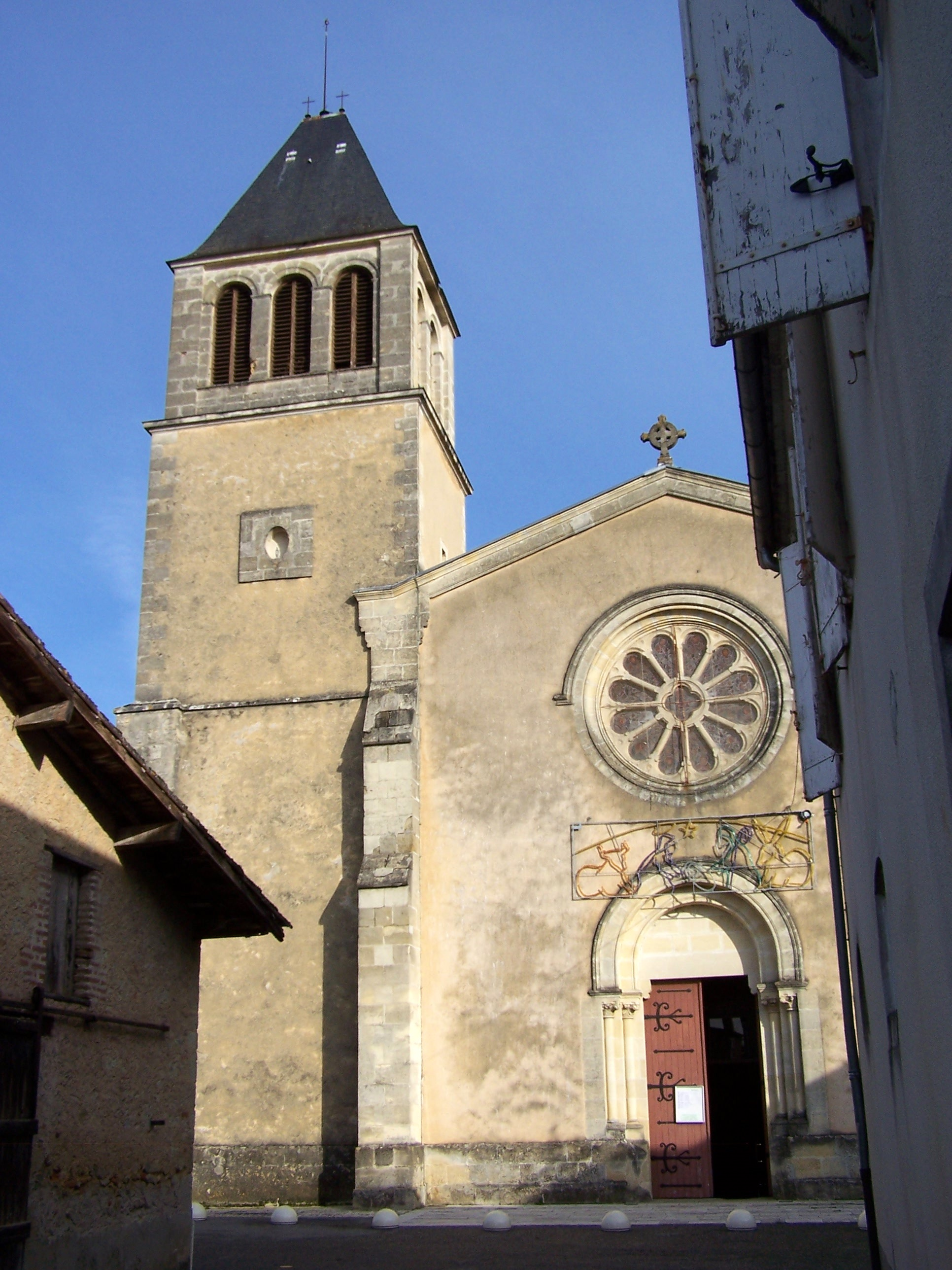
Kirche Saint-Christophe
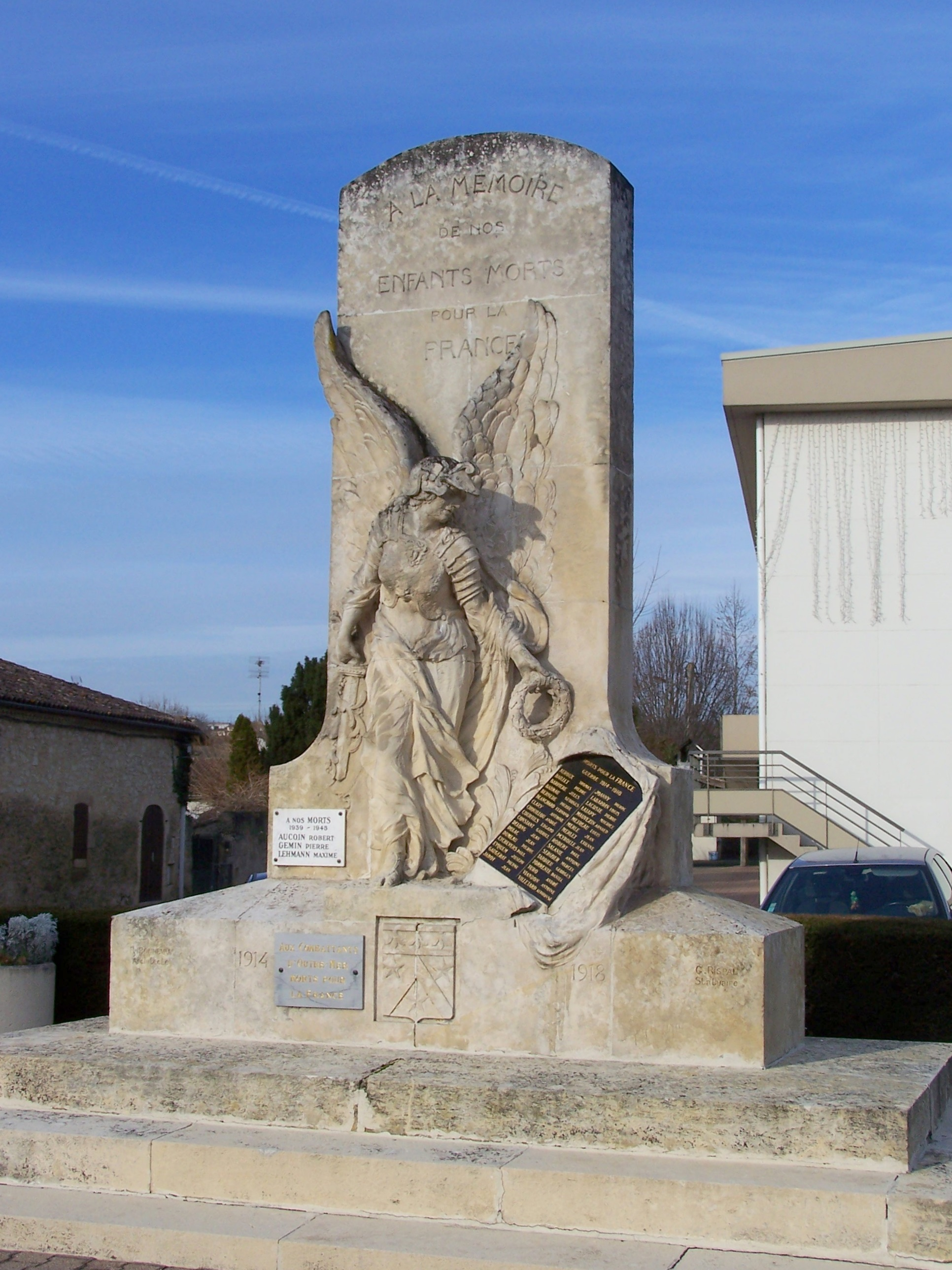
Gefallenendenkmal

## Gemeindepartnerschaft
Mit der italienischen Gemeinde Porano in der Provinz Terni (Umbrien) besteht seit 1976 eine Partnerschaft.